# Agronomía
Agronomía é um bairro da cidade argentina de Buenos Aires. É limitado pela avenida San Martín, Campana, avenida Salvador María del Carril, avenida de los Constituyentes e pela avenida Chorroarín.

## História
Os terrenos onde o bairro se situa terão sido propriedade de jesuítas, sendo por isso chamados Chacra de los jesuitas, com a expulsão dos jesuítas em 1769 as terras são expropriadas pelo Estado, que as entrega ao Real Colegio de San Carlos e aos seus sucedâneos, entre os quais se encontra o Colegio Nacional de Buenos Aires. Os primeiros alunos do Colegio passavam as suas férias nesta zona, passando a ser conhecida como Chacarita de los Colegiales.
Nos finais do século XIX foi projectada a construção de um parque na área, em 1901 o poder executivo decretou a locação de 185 hectares para a construção do parque, mas com a reserva de 30 para a construção da Estación Agronómica con Granja Modelo y Escuela de Agricultura, uma instituição educacional necessária para a formação profissional dos argentinos, dada a forte exportação de produtos agrícolas na época.
O bairro de Agronomía formou-se nas fronteiras do parque, tendo sido conhecido por diferentes nomes ao longo do tempo: "Del Oeste", "Nacional", "Buenos Aires" e "de Agronomía", a denominação actual. Também a própria Estación Agronómica passou a chamar-se Instituto Superior de Agronomía y Veterinaria, até porque o projecto escolar passou a ser mais ambicioso. Cinco anos depois da inauguração a 25 de Setembro de 1904, o Instituto transformou-se na Facultad de Agronomía y Veterinaria de la Universidad de Buenos Aires, para em 1984 ocorrerem novas divisões administrativas separando a agronomia da veterinária.

## Principais edifícios
No bairro de Agronomía encontram-se duas faculdades: a de Agronomia e a de Veterinária da Universidade de Buenos Aires, a universidade mais importante do país.
Nas instalações da Facultad de Agronomía encontra-se a estação meteorológica “Villa Ortúzar”, do Servicio Meteorológico Nacional da Argentina, neste espaço existe também uma quinta com 16 hectares, chamada "Del Campo a la Ciudad" onde se realizam diversas actividades educativas. Dentro da própria faculdade encontra-se o Museu de Máquinas Agrícolas.
Nas instalações da Facultad de Veterinaria encontram-se dois museus, o de Anatomía e o de Patología Quirúrgica.
Diversas instituições desportivas têm sede no bairro de Agronomía:
- Asociación Atlética Argentinos Juniors
- Club Arquitectura
- Club Biblioteca Artigas
- Club Comunicaciones (fundado em 1931)
- Club Deportivo y Biblioteca El Talar
- Club Social y Deportivo Morán
- Club El Trébol
- Club Newell's Old Boys Agronomía
- Club Saber y Biblioteca El Resplandor
- Club Social y Deportivo Agronomía Central
- Polideportivo Costa Rica

Julio Cortázar viveu neste bairro, num apartamento em Artigas 3246. Actualmente uma das ruas do bairro tem o seu nome.